# Liste der Zubringerstraßen in Nijmegen
Die Liste der Zubringerstraßen in Nijmegen ist eine Auflistung der Zubringerstraßen (niederländisch stadsrouten) in der Gemeinde Nijmegen in der niederländischen Provinz Gelderland.
Die Zubringerstraßen werden mit einem kleinen s und einer dreistelligen Zahl, die mit einer 1 beginnt, gekennzeichnet. Die Zubringerstraße s 100 bildet eine Ringstraße um das Stadtzentrum von Nijmegen. Innerhalb dieser Ringstraße verlaufen die gegen den Uhrzeigersinn nummerierten Hauptverkehrswege s 101 bis s 106. Die Zubringerstraßen s 110 und s 111 sind Hauptverkehrswege außerhalb der Ringstraße in Nijmegen-Noord.

## Provinzialstraßen
Die in der unteren Liste aufgeführte Zubringerstraße s 103 ist identisch mit der Provinzialstraße N 326, die Zubringerstraße s 110 mit der Provinzialstraße N 325.

## Liste
| Nr.  | Verlauf |
| ---- | --- |
| S100 | / – Sint Canisiussingel – Generaal James Gavinweg – Prins Mauritssingel – Graaf Alardsingel – – Graaf Alardsingel – Generaal James Gavinsingel – – Verlengde Energieweg – – Energieweg – Gaziantepplein – Neerbosscheweg – / – Jonkerbosplein – Weg door Jonkerbos – – Grootstalselaan – / – Scheidingsweg – Sionsweg – / |
| S101 | – Nymaweg – Weurtseweg – Voorstadslaan – Nieuwe Hezelpoort – Lange Hezelstraat – Kronerburgersingel – – Nassausingel – / |
| S102 | – Industrieweg – Marialaan – Tunnelweg – |
| S103 | – Wijchenseweg – – Graafseweg – / |
| S104 | – Van Boetbergweg – Hatertseweg – – Hatertseweg – |
| S105 | / – Sint Annastraat – / |
| S106 | – Nijmeegsebaan – Groesbeekseweg – |
| S110 | – Prins Mauritssingel – |
| S111 | – Margaretha van Mechelenweg – Keizer Hendrik VI-singel – / |